# Kognitivna analiza dela
Kognitivna analiza dela je model, ki so ga razvili Rasmussen, Pejtersen in Goodstein (1994) z namenom usmerjanja oblikovanja tehnologije za uporabo na delovnem mestu na različnih delovnih področjih. Teoretične osnove modela so v modelih splošnega sistemskega mišljenja, adaptivnih sistemih nadzora in ekološki psihologiji.
Kognitivna analiza dela se izvaja na več stopnjah:
a) delovno področje,
b) delovna organizacija,
c) delovne naloge in kognitivni procesi,
č) kognitivne strategije za izvajanje izvršilnih kognitivnih procesov,
d) kognitivni načini (spretnosti, pravila in znanje) za izvajanje kognitivnih procesov ali strategij,
e) socialna organizacija (upravljanje in distribucija dela, komunikacija ter koordinacija).

## Kognitivna analiza dela po korakih

### Analiza delovnega področja
Delo je dejavnost na nekem delovnem področju, z eksplicitnimi ali implicitnimi namenom doseganja ciljev, ki izhajajo iz določenih potreb. Analiza delovnega področja se osredotoča na celotno mrežo ciljev in strategij za dosego le-teh. Končni izdelek je tako »zemljevid« delovnega področja z vsemi elementi dela, z vsemi pomembnimi informacijami in strukturo znanja za celoten sistem. Na podlagi te strukture lahko izberemo za določenega delavca potrebno znanje, ki ga uporablja pri spoprijemanju z različnimi situacijami.  
Analiziramo pa lahko tudi samo strukturo sistema. Pri večjih organizacijah je strukturo bolje oblikovati na več nivojih – celotna organizacija, individualne poslovne enote in delovne skupine (slednje naj bi bile strukturirane glede na delovno nalogo).

#### »Zemljevid«delovnega področja
Za nadzor kateregakoli dela je treba sprva izbrati predmet dela in narediti načrt primernih dejavnosti, kar pomeni izbor med dosegljivimi viri za dosego cilja. Na to lahko pogledamo z abstraktno-konkretnega vidika, kar nam pomaga pri spoprijemanju s težavami v organizaciji (te so lahko bolj ali manj abstraktne oz. konkretne). Najnižji nivo abstrakcije predstavlja fizično obliko sistema in je tesno povezan z dejavnostmi in orodji, ki se uporabljajo v sistemu.  Naslednji višji nivo so fizični procesi ali funkcije različnih komponent in sistemov z vidika električnih, kemičnih ali mehanskih lastnosti. V kategorijo splošnih funkcij spadajo funkcije, ki so značilne za večino sistemov – administracija, trženje itd., medtem ko so druge značilne za določene vrste podjetij – npr. oblikovanje, načrtovanje proizvodnje, vzdrževanje itd.  Z namenom primerjati učinek različnih funkcij, vključenih v delovanje sistema z različnimi cilji in omejitvami, je potrebno izvajati vrednostne ukrepe (abstraktne funkcije in prioritete), neodvisne od določenih funkcionalnih izvedb. Ti ukrepi sledijo ohranjanju naravnih zakonov ali zakonodaji (pretok in kopičenje mase, energije, informacij, ljudi in denarja). Vrednote v sistemu so odvisne od monetarnih vrednot, materiala, snovi, energije, ljudi. Vrednote kot najbolj abstrakten nivo delovnega področja usmerjajo interakcijo med delovnim sistemom in družbo (odnosi med potrošniki in trgom, varnost pri delu, sindikati itd.) .

### Analiza delovne organizacije
Analiza delovne organizacije analizira delovne naloge, ki so vezane na delovne funkcije in prepoznava delovne situacije, v katerih se te naloge tipično izvaja. Situacije so pravzaprav različne stopnje dela, klasificirane v smislu časovnega zaporedja, prostorske lokacije ali obojega hkrati. Za primer, Naikar, Moylan and Pearce (2006) so identificirali stopnje zračnega nadzora – a) na zemlji in ne v letalu (premisija), b) na zemlji v letalu, c) na poti do postaje, č) na postaji, d) na poti do baze, e) na zemlji v letalu, f) na zemlji in ne v letalu (postmisija). Analiziramo tudi izvršbo in zunanjo podporo dela.

### Analiza delovne naloge
Analiza delovne naloge pomeni analizo kognitivnih procesov, ki transformirajo kognitivna stanja. Stanje opredelimo z vidika obstoja (biti pozoren, se zavedati situacije, biti prepričan, nekaj vedeti itd.), proces pa z vidika dejavnosti (iskanje informacij, načrtovanje itd.). Vse delovne naloge naj bi omogočale realizacijo vrednot in prioritet identificiranih v analizi delovnega področja.

### Analiza kognitivnih strategij
Kognitivna strategija je splošen način oz. vedenjski prototip delovne naloge ali njenega dela. Je način transformacije enega kognitivnega stanja v drugo in je zato vrsta kognitivnih procesov. Za razliko od analize naloge s to analizo razvijemo bolj podroben opis transformacje stanj. Kognitivna analiza strategij odkriva aktualne in možne strategije za izvrševanje delovne naloge, hkrati pa tudi razloge, zakaj izbrati določeno strategijo – npr. zaradi določene količine časa, prenakopičenosti informacij, določene stopnje znanja.

### Analiza kognitivnega načina
Kognitivna analiza načina išče načine, ki jih uporabljajo razni kognitivni procesi ali strategije, s pomočjo katerih izvršujemo delovno nalogo. Kognitivni procesi ali strategije po navadi vključujejo več načinov. Kognitivni načini so osnovani na a) spretnostih (nezavedno oz. avtomatizirano vedenje), b) proceduralnem znanju, c) na deklarativnem znanju.

### Analiza organizacijskega vedenja
Končni izdelek te analize je opis upravljanja, distribucije dela, komunikacije in koordinativnih delovnih procesov, ki podpirajo sodelovanje med sodelavci znotraj delovne skupine in med hierarhičnimi nivoji, možna pa je še analiza interakcije z zunanjimi dejavniki (npr. zunanji sodelavci). Osnovni podporni koordinirani proces je komunikacija. Analiza socialne organizacije identificira splošne značilnosti komunikacije, ki ohranja socialno organizacijo znotraj delovnega področja, samo vsebino komunikacije pa določa način koordinacije delovnih enot. Obstaja več vrst koordinacije dejavnosti, ki so bolj ali manj neodvisne od naloge in značilnosti delovnega področja: a) avtokratična koordinacija (posameznik je odgovoren za koordinacijo dejavnosti vseh ostalih), b) hierarhična koordinacija (koordinacija je razporejena tako, da akterji na višjem hierarhičnem nivoju ovrednoti in načrtuje dejavnosti akterjev na nižjih nivojih), c) heterarhična koordinacija (koordinacija s strani več virov vplivanja). Za koordinacijo dejavnosti v organizaciji s heterarhično koordinacijo lahko uporabimo več metastrategij: a) pogajanje (posamezniki, ki se odločajo, se pogajajo s svojimi ožjimi sodelavci), b) anarhistično načrtovanje (vsak delavec sam načrtuje svoje delo brez interakcije z drugimi), c) demokratično planiranje (interakcije potekajo med različnimi predstavniki).

## Sklic
1. ↑  Fidel, Raya; Pejtersen, Annelise Mark. Cognitive Work Analysis (PDF). Arhivirano iz prvotnega spletišča dne 23. novembra 2015. Pridobljeno 9. aprila 2013.
2. 1 2 3 4 5 6  Lintern, Gavan. Cognitive Work Analysis (PDF). Arhivirano iz prvotnega spletišča dne 27. oktobra 2011. Pridobljeno 9. aprila 2013.
3. 1 2  Rasmussen, Jens; Pejtersen, Annelise Mark; Schmidt, Kjeld (1990). Taxonomy for Cognitive Work Analysis (PDF) (prva izd.). Arhivirano iz prvotnega spletišča dne 24. decembra 2012. Pridobljeno 9. aprila 2013.